# Боменил (Ер)
Боменил (фр. Beaumesnil) насеље је и општина у северној Француској у региону Горња Нормандија, у департману Ер која припада префектури Берне.
По подацима из 2011. године у општини је живело 568 становника, а густина насељености је износила 44,97 становника/km². Општина се простире на површини од 12,63 km². Налази се на средњој надморској висини од 169 метара (максималној 186 m, а минималној 128 m).

## Демографија
| 1962. | 1968. | 1975. | 1982. | 1990. | 1999. | 2011. |
| ----- | ----- | ----- | ----- | ----- | ----- | ----- |
| 476   | 512   | 513   | 484   | 527   | 562   | 568   |

График промене броја становника у току последњих година